# Jean de Saulx (kanselier)

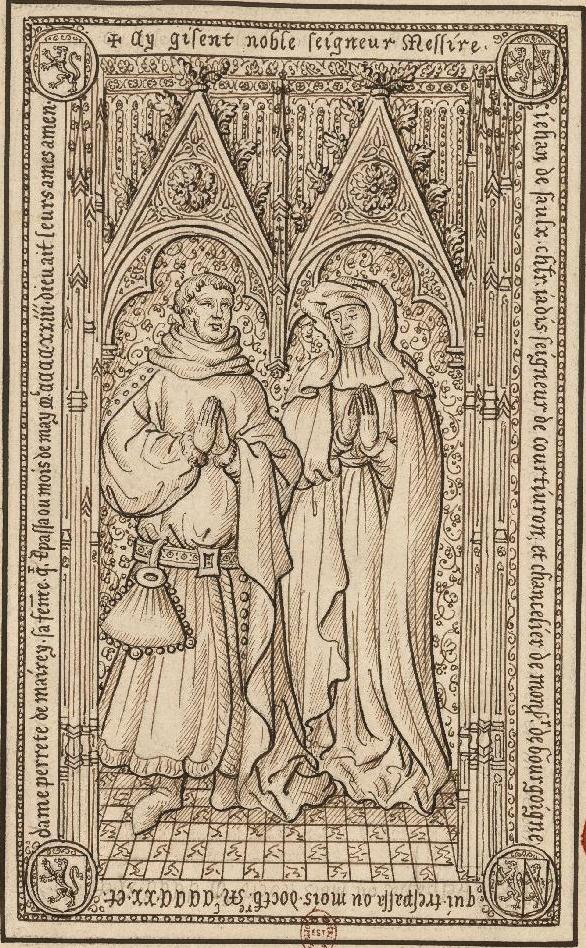
Tekening van de grafplaat in Salives

Jean de Saulx, heer van Saulx en Courtivron († 1420) was een Bourgondische edelman, rechtsgeleerde en bestuurder. Hij was raadsheer in het Parlement van Parijs en kanselier van Vlaanderen en Bourgondië.

## Leven
Als kleinzoon van hertogelijk secretaris Jean de Saulx behoorde hij tot een adellijke ambtenarenfamilie met stamslot in Saulx. Hij studeerde rechten (volgens Monstrelet was hij doctor in het civiel recht) en werd in 1384 raadsheer van de Franse koning Karel de Waanzinnige in het Parlement van Parijs. Hij vervulde die functie tot 1404 en cumuleerde ze vanaf 1396 met die van raadsheer-rekwestmeester van Filips de Stoute. Diens opvolger Jan zonder Vrees duidde hem op 9 april 1405 aan tot kanselier, de hoogste positie in zijn centrale bestuursapparaat. Hij werd ook raadsheer in de Raad van Vlaanderen in 1411 en in het Parlement van Parijs in 1418. Het kanselierschap zou hij uitoefenen tot zijn ontslag op 10 september 1419 kort voor zijn dood. Hij kreeg een praalgraf in het Prieuré du Quartier te Salives, behorend tot de orde van Val des Choues (fr).

## Familie
Jean de Saulx was een zoon van Aymonin de Saulx († 1392) en Guyotte Paillart. Een van zijn broers, Philibert de Saulx, was bisschop van Chalon-sur-Saône (1409-1413) en Amiens (1413-1418).
Hij was getrouwd met Perette de Mairey († 1423). Hun dochter Agnes († 1443) was de eerste vrouw van Pierre de Bauffremont (fr).

## Grafplaat
De kloosterkerk van Salives is verdwenen, maar de grafplaat van Saulx en zijn vrouw werd hergebruikt als altaar in een 19e-eeuwse kapel die binnen het domein Valduc van het Commissariat à l'Énergie Atomique is komen te liggen. Pierre Palliot maakte er een tekening van (BnF, Estampes, Rés. Pe 4, f20).

## Voetnoten
1. ↑  Guillaume Grillon, "L'Inhumation au prieuré: une pratique seigneuriale rapidement dépassée", in: Châteaux et Prieurés. Actes du premier colloque de Bellecroix, 15 et 16 octobre 2011, p. 238